# 林美秀
林美秀（りん・めいしゅう、エンジェル・リン、ウェード式:Lín měi xiù、英語: Angel Lin、1976年6月25日 - ）は、台湾の女性声優。

## 人物
- 幼少の頃から音楽、ピアノなどに興味を持つ。また漫画のファンでもあり、キャラクターのセリフを理解するために、テープを聞いて暗唱することもよくある。
- 弟が一人いる。
- 中華工業専科学校(現在の中華科技大学)電機科卒業後は電機メーカーに勤務していた経歴を持つ。1999年にアルプスの少女ハイジのハイジ役でデビュー。
- 2020年に声優活動を一旦休止していた。

## 出演
太字はメインキャラクター。

### テレビドラマ（吹き替え）
2004年
- 仮面ライダー龍騎 (すべての女性・子供キャラクター)

2005年
- スイート・ライフ (コーディ・マーティン)

2011年
- 私の期限は49日 (シン・ジヒョン)
- 女の香り (イ・ヨンジェ、ナム・ナリ他)

### 劇場ドラマ（吹き替え）
不明
- 若草物語 (エイミー・マーチ)
- フォーチュン・クッキー (アンナ・コールマン)

2003年
- リジー・マグワイア・ムービー (リジー・マグワイア/イザベラ)

2011年
- こちら葛飾区亀有公園前派出所 THE MOVIE 〜勝どき橋を封鎖せよ!〜 (秋本・カトリーヌ・麗子)

### テレビアニメ（吹き替え）
不明
- ペッパピッグ (ペッパピッグ)
- 東京ミュウミュウ（藍沢みんと、黄歩鈴、柳田もえ）

1999年
- アルプスの少女ハイジ (ハイジ)
- カードキャプターさくら（スピネル・サン/スッピー（仮の姿））

2000年
- クッキングパパ (荒岩まこと)
- ポケットモンスター (カスミ[1]、ジョーイ[2]、フシギダネ、トゲピー他)

2002年
- KND ハチャメチャ大作戦 （ナンバー3〈クキ・サンバン〉）

2005年
- ふたりはプリキュア（雪城ほのか/キュアホワイト）

2006年
- ふたりはプリキュア Max Heart（雪城ほのか/キュアホワイト）

2008年
- アニマル横町（松崎亜美、しまシマ子）[注 1]

2009年
- Yes!プリキュア5（春日野うらら/キュアレモネード）

2010年
- Yes!プリキュア5GoGo!（春日野うらら/キュアレモネード）

2011年
- 甜心格格 (甜絲絲)
- アドベンチャー・タイム (プリンセス・バブルガム、フレイムプリンセス他)
- フレッシュプリキュア!（桃園ラブ/キュアピーチ）

2012年
- ハートキャッチプリキュア!（来海えりか/キュアマリン）
- 怪談レストラン（大空アコ）

2014年
- スマイルプリキュア!（星空みゆき/キュアハッピー）

2016年
- ラブライブ! (西木野真姫)
- Re:ゼロから始める異世界生活 (ラム、フェルト、フェリックス・アーガイル他)

2018年
- UQ HOLDER! 〜魔法先生ネギま!2〜（ネギ・スプリングフィールド、神楽坂明日菜、夏凛、雪広あやか、アルベール·カモミール、刀太の母親）

2021年
- 彼女、お借りします (水原千鶴)
- トロピカル〜ジュ!プリキュア (ローラ / キュアラメール）
- 魔法科高校の劣等生 来訪者編 (司波深雪、渡辺摩利他)

2022年
- 探偵はもう、死んでいる。 (シエスタ、加瀬風靡)

### 劇場アニメ（吹き替え）
2001年
- 劇場版ポケットモンスター（2001年 - 2018年、メインヒロイン[注 2]）

2005年
- マダガスカル（2005年 - 2012年、モート)

2011年
- 映画 プリキュアオールスターズDX みんなともだちっ☆奇跡の全員大集合!（雪城ほのか/キュアホワイト、春日野うらら/キュアレモネード、桃園ラブ/キュアピーチ）

2012年
- 映画 プリキュアオールスターズDX2 希望の光☆レインボージュエルを守れ!（雪城ほのか/キュアホワイト、春日野うらら/キュアレモネード、桃園ラブ/キュアピーチ、来海えりか/キュアマリン）

2013年
- 映画 プリキュアオールスターズDX3 未来にとどけ! 世界をつなぐ☆虹色の花（雪城ほのか/キュアホワイト、春日野うらら/キュアレモネード、桃園ラブ/キュアピーチ、来海えりか/キュアマリン）

2018年
- 君の名は。 (名取早耶香、宮水二葉)

2021年
- 劇場版 BLOOD-C The Last Dark（更衣小夜）
- ヱヴァンゲリヲン新劇場版 (洞木ヒカリ、碇ユイ)

2024年
- 映画 プリキュアオールスターズF（ローラ/キュアラメール、コメコメ、雪城ほのか/キュアホワイト、桃園ラブ/キュアピーチ、星空みゆき/キュアハッピー）

### ゲーム（吹き替え）
2016年
- オーバーウォッチ (メイ)

## ディスコグラフィー
- 港都絵巻　- ゲーム『雨光基隆（中国語版）』キャラクターソング（林明華）、2015年[3]。